# My Story
My Story este cel de-al șaselea album de studio al cântăreței japoneze Ayumi Hamasaki produs de Max Matsuura. A fost lansat pe 15 decembrie 2004.

## Promoție
Albumul include cele trei singleuri: "Moments", "Inspire" și "Carols" fiind lansat în patru ediții, fiecare dispunând de câte o copertă diferită, oferindu-le astfel fanilor o și mai mare varietate. My Story este disponibil în două formate, și anume: CD, respectiv CD+DVD (DVDul conține videoclipurile singleurilor și a unor melodii de pe album la care se mai adaugă și secvențe de la filmările câtorva videoclipuri). Turneul ce a promovat albumul My Story intitulat Ayumi Hamasaki Arena Tour 2005 A: My Story a fost programat din luna ianuarie 2005 pana în luna aprilie a aceluiași an. De-a lungul turneului, My Story a mai fost lansat în doua formate diferite: SACD și DVD Audio. Toate versurile de pe album sunt scrise de Hamasaki și trei dintre melodii ( "Wonderland", "Winding Road" și "Humming 7/4") au fost compuse de artistă sub pseudonimul Crea. Albumul a stat în vârful clasamentelor timp de câteva săptămâni fiind certificat de 4 ori in Japonia cu Discul de platină și de 3 ori pe plan mondial . My Story este cel de-al 222-lea cel mai bine vândut album din istoria Japoniei la momentul actual.
Odată cu apariția singleului "Moments", toate singleurile lui Hamasaki au fost lansate in cel puțin două formate și anume CD, respectiv CD+DVD. Singleul "Carols" a fost lansat în patru formate: CD, CD+DVD, SACD si DVD Audio.

## Lista cu melodii
| CD  |                               |                  |                       |         |  |
| Nr. | Titlu                         | Muzică           | Aranjamente           | Lungime |  |
| 1.  | „Catcher in the Light”        | CMJK             | CMJK                  | 2:44    |  |
| 2.  | „About You”                   | Kazuhito Kikuchi | tasuku                | 3:58    |  |
| 3.  | „Game”                        | Bounceback       | HΛL                   | 4:11    |  |
| 4.  | „My Name's Women”             | Bounceback       | HΛL                   | 5:38    |  |
| 5.  | „Wonderland” (instrumental)   | Crea             | Crea                  | 1:34    |  |
| 6.  | „Liar”                        | Raita Ikemoto    | CMJK+Takahiro Izutani | 4:58    |  |
| 7.  | „Hope or Pain”                | Tetsuya Yukumi   | CMJK                  | 4:19    |  |
| 8.  | „Happy Ending”                | Tetsuya Yukumi   | CMJK                  | 4:42    |  |
| 9.  | „Moments”                     | Tetsuya Yukumi   | Hikari                | 5:29    |  |
| 10. | „Walking Proud”               | Tetsuya Yukumi   | Hikari                | 5:14    |  |
| 11. | „Carols”                      | Tomoya Kinoshita | CMJK                  | 5:29    |  |
| 12. | „Kaleidoscope” (instrumental) | HΛL              | HΛL                   | 1:49    |  |
| 13. | „Inspire”                     | Tetsuya Yukumi   | HΛL                   | 4:31    |  |
| 14. | „Honey”                       | Tetsuya Yukumi   | HΛL                   | 5:10    |  |
| 15. | „Replace”                     | Kazuhito Kikuchi | HΛL                   | 5:05    |  |
| 16. | „Winding Road”                | Crea             | Hikari                | 5:02    |  |
| 17. | „Humming 7/4”                 | Crea             | Kotaro Kubota         | 4:25    |  |

| DVD |                                                    |                 |         |  |
| Nr. | Titlu                                              | Regizor         | Lungime |  |
| 1.  | „Moments” (Videoclip)                              | Tetsuo Inoue    | 5:38    |  |
| 2.  | „Inspire” (Videoclip)                              | Tetsuo Inoue    | 5:37    |  |
| 3.  | „Game” (Videoclip)                                 | Hideaki Sunaga  | 4:23    |  |
| 4.  | „Carols” (Videoclip)                               | Masashi Muto    | 6:15    |  |
| 5.  | „About You” (Videoclip)                            | Hideaki Sunaga  | 4:02    |  |
| 6.  | „Walking Proud” (Videoclip)                        | Ken Sueda       | 5:41    |  |
| 7.  | „Humming 7/4” (Videoclip)                          | Wataru Takeishi | 4:40    |  |
| 8.  | „Moments” (Secvențe de la filmările videoclipului) | Tetsuo Inoue    | 5:33    |  |
| 9.  | „Inspire” (Secvențe de la filmările videoclipului) | Tetsuo Inoue    | 5:01    |  |
| 10. | „Game” (Secvențe de la filmările videoclipului)    | Hideaki Sunaga  | 4:19    |  |
| 11. | „Carols” (Secvențe de la filmările videoclipului)  | Masashi Muto    | 5:49    |  |

## My Story Classical
My Story Classical este varianta clasică a albumului My Story fiind lansat pe 24 martie 2005. Majoritatea melodiilor au fost înregistrate în colaborare cu orchestra Lamoureux din Franța.

## Lansarea
| Regiune       | Data              | Format    | Număr                                 |
| ------------- | ----------------- | --------- | ------------------------------------- |
| Japonia       | 15 decembrie 2004 | CD+DVD    | AVCD-17610/B                          |
| Japonia       | 15 decembrie 2004 | CD        | AVCD-17611                            |
| Japonia       | 15 decembrie 2004 | SACD      | AVGD-17676                            |
| Japonia       | 15 decembrie 2004 | DVD Audio | AVAD-91300                            |
| Taiwan        | 17 decembrie 2004 |           |                                       |
| Hong Kong     | 30 decembrie 2004 |           |                                       |
| China         | 6 februarie 2005  | CD+DVD    |                                       |
| China         | 6 februarie 2005  | CD        | AVTCD-95793C - AVJCD-10220C - SCD-771 |
| Coreea de Sud | 4 august 2005     |           |                                       |

## Clasamentul Oricon

### Album
| Lansare           | Clasament                     | Poziția de vârf | Vânzările din prima săptămâna | Vânzările totale | Durată       |
| ----------------- | ----------------------------- | --------------- | ----------------------------- | ---------------- | ------------ |
| 15 decembrie 2004 | Clasamentul Oricon Zilnic     | 1               | 574.321                       | 1.132.444        | 43 săptămâni |
| 15 decembrie 2004 | Clasamentul Oricon Săptămânal | 1               | 574.321                       | 1.132.444        | 43 săptămâni |
| 15 decembrie 2004 | Clasamentul Oricon Lunar      | 1               | 574.321                       | 1.132.444        | 43 săptămâni |
| 15 decembrie 2004 | Clasamentul Oricon Anual      | 7               | 574.321                       | 1.132.444        | 43 săptămâni |

- Vânzări totale:  1.132.444 (Japonia)

### Singleuri
| Dată               | Titlu     | Poziția de vârf | Săptămâni    | Vânzări |
| ------------------ | --------- | --------------- | ------------ | ------- |
| 21 martie 2004     | "Moments" | 1               | 21 săptămâni | 302.923 |
| 08 iulie 2004      | "Inspire" | 1               | 15 săptămâni | 329.145 |
| 29 septembrie 2004 | "Carols"  | 1               | 14 săptămâni | 309.128 |

- Vânzări totale de singleuri: 941.196
- Vânzări totale de singleuri & album:  2.073.640